# Othello 2003
Pour plus de détails, voir Fiche technique et Distribution.
Othello 2003 (O) est un film américain réalisé par Tim Blake Nelson, d'après la pièce de théâtre de William Shakespeare, sorti en 2001.

## Synopsis
Odin James est la seule personne noire dans son nouveau lycée. Il est également inscrit dans l'équipe universitaire de basketball. Il se démarque rapidement des autres au regard de ses nombreuses performances sportives,  se fait apprécier par son entraîneur et devient la coqueluche des jeunes filles. Ce succès va attiser la jalousie de ses rivaux, prêts à tout pour se débarrasser de lui.

## Fiche technique
- Titre original et québécois : O
- Titre français : Othello 2003
- Réalisation : Tim Blake Nelson
- Scénario : Brad Kaaya, d'après la pièce du même nom de William Shakespeare
- Direction artistique : Jack Ballance
- Décors : Dina Goldman
- Costumes : Jill M. Ohanneson
- Photographie : Russell Lee Fine
- Montage : Kate Sanford
- Musique : Jeff Danna
- Casting : Avy Kaufman
- Production : Daniel Fried et Eric Gitter
  - Coproduction : Tom Tucker, Zack Estrin, Betsy Danbury et Lisa Gitter
  - Production exécutive : Fred Goodman, Stephen A. Kepniss, Michael I. Levy, Brad Kaaya et William Shively
- Sociétés de production : Daniel Fried Productions et Chickie the Cop
- Sociétés de distribution : Lions Gate Entertainment (États-Unis), TFM Distribution (France)
- Budget : 5 millions de dollars
- Pays d'origine :  États-Unis
- Langue originale : anglais
- Format : couleur - 35 mm - 1,85:1 - Son Dolby Digital
- Genre : drame, thriller, romance
- Durée : 95 minutes
- Dates de sortie :
  - États-Unis : 31 août 2001
  - France : 12 février 2003

## Distribution
- Mekhi Phifer (VF : Daniel Lobé ; VQ : François L'Écuyer) : Odin « O » James
- Josh Hartnett (VF : Rémi Bichet ; VQ : Patrice Dubois) : Hugo Goulding
- Julia Stiles (VF : Élisabeth Ventura ; VQ : Émilie Durand) : Desi Brable
- Elden Henson (VQ : Martin Watier) : Roger Rodriguez
- Andrew Keegan : Michael Cassio
- Rain Phoenix (VQ : Camille Cyr-Desmarais) : Emily
- Martin Sheen (VF : Jean-Yves Chatelais ; VQ : Jean-Marie Moncelet) : Duke Goulding
- John Heard (VQ : Marc Bellier) : Dean Bob Brable
- Anthony Johnson (VF : Lucien Jean-Baptiste) : Dell
- Rachel Shumate : Brandy
- Michael Flippo (VF : Michel Voletti) : M. Bradley

 Source et légende : version française (VF) sur RS Doublage et selon le carton du doublage français.
 Source et légende : version québécoise (VQ) sur Doublage.qc.ca